# Miragem (Marvel Comics)
Miragem é uma personagem fictícia dos quadrinhos norte-americanos publicados pela Marvel Comics. A personagem foi criada por Chris Claremont e Bob McLeod, fazendo sua primeira aparição na revista Marvel Graphic Novel #4 com o resto dos Novos Mutantes.
"Miragem" é o nome de super-heroína adotado pela adolescente Danielle Moonstar, uma garota indígena Cheyenne dos Estados Unidos com habilidades mutantes telepáticas. Ela foi recrutada por Charles Xavier depois que seu avô é morto em um ataque causado por Donald Pierce, um dos membros do Clube do Inferno. Mais tarde, ela é integrada na criação do grupo "Novos Mutantes", junto com Roberto da Costa, Rahne Sinclair, Xi'An Coy Manh e Sam Guhtrie.

## Origem
Dani Moonstar nasceu e cresceu em Boulder, Colorado, nos Estados Unidos. Ela é uma garota indígena, mais especificamente Cheyenne. Seus pais desapareceram quando ela ainda era muito jovem, logo tendo que viver junto de seu avô, Black Eagle. Os poderes mutantes de Dani começaram a se manifestar ainda na infância, com uma das suas primeiras visões psíquicas sendo a de seus pais falecendo, e se agravaram em sua adolescência. As visões de morte acabam voltando e dessa vez mostravam seu avô como vítima, o que logo depois acaba se concretizando quando um membro do grupo Clube do Inferno tenta capturar a jovem mutante, acabando por vitimar Black Eagle no processo. Antes de falecer, o ancião havia pedido ajuda de seu antigo amigo, o Professor Charles Xavier, para ajudar Dani com a descoberta de seus poderes. Sem o avô, Dani decide seguir com Xavier para a Escola para Alunos Superdotados, futuramente fazendo parte da equipe conhecida como Novos Mutantes.

## Aparições em outras mídias

### Séries
- Miragem protagoniza, junto com Kitty Pride, o episódio "Ghost of a Chance", da 4ª temporada do desenho animado X-Men: Evolution.[3]

### Cinema
A atriz Blu Hunt interpreta Dani Moonstar no filme The New Mutants (br: "Os Novos Mutantes"). A personagem é representada tendo um relacionamento amoroso com a mutante Lupina.